# Vagenatha spinosa
Vagenatha spinosa là một loài tò vò trong họ Ichneumonidae.